# Розман Олександр Олександрович
Олександр Олександрович Розман (нар. 16 березня 1989, м. Виноградів Закарпатської області, нині Україна) — український футболіст, нападник.
Виступав за «Закарпаття-д», ФК «Мукачеве», ФК «Готвон» (Угорщина), ФК «Дьор» (Угорщина), «Ниву» (Тернопіль)

## Пожиттєва дискваліфікація
У жовтні 2018 року контрольно-дисциплінарний комітет ФФУ довічно дискваліфікував футболіста через виступи за по факту сепаратистську команду українських угорців «Kárpátalja» та участь з командою у чемпіонаті світу з футболу серед невизнаних країн і територій.